# غيرة (اصطلاح)
الغيرة في الاصطلاح كراهة شراكة الغير في حقه. وقيل ثوران الغضب كناية عن الحر. وعند أهل الحقيقة تطلق بإزاء كتمان الأسرار والسرائر.